# Деккер, Сэм
Самуэль Томас Деккер (англ. Samuel Thomas Dekker; род. 6 мая 1994 года в Шебойгане, штат Висконсин, США) — американский профессиональный баскетболист. Выбран на драфте НБА 2015 года в первом раунде под общим 18-м номером клубом «Хьюстон Рокетс».

## Выступления за старшую школу
Деккер учился в лютеранской школе Шебойгана, где выступал за местную баскетбольную команду. Благодаря его помощи, школа впервые в своей истории выиграла титул чемпиона штата. Сам же Сэм в финальной игре набрал 40 очков, включая последние 12 своей команды, а также забросил победный трёхочковый бросок за две секунды до конца матча. За свои достижения он в 2012 году был назван игроком года Висконсина по версии Gatorade, включён во всеамериканскую сборную по версии Parade, в первую сборную всех звёзд штата по версии AP и получил награду Мистер Баскетбол от ассоциации тренеров Висконсина.

## Профессиональная карьера
25 июня 2015 года Деккер был выбран на драфте НБА под общим 18 номером клубом «Хьюстон Рокетс». 7 июля он подписал с командой контракт новичка. Из-за травмы спины вынужден был пропустить игры Летней лиги НБА. Восстановившись от травмы Деккер принял участие во всех восьми предсезонных играх «Рокетс», однако в регулярном чемпионате его участие было сильно ограничено — он вышел на площадку всего в трёх из одиннадцати первых игр сезона. 18 ноября 2015 года Сэм перенёс операцию на спине и выбыл из соревнований на три месяца. 19 февраля 2016 года он был отправлен в клуб Лиги развития НБА «Рио-Гранде Вэллей Вайперс» на время выздоровления от травмы. 22 февраля его вызвали в основную команду, но уже на следующий день отправили обратно в «Вайперс». 28 февраля Деккер вновь был вызван в «Рокетс».
28 июня 2017 года «Хьюстон Рокетс» обменяли Деккера, Патрика Беверли, Монтрезла Харрелла, Дарруна Хилларда, Деандре Лиггинса, Лу Уильямса, Кайла Вилтчера и право выбора в первом раунде на драфте 2018 года в «Лос-Анджелес Клипперс» на Криса Пола.
7 августа 2018 года Деккера вместе с Реналдасом Сейбутисом обменяли в «Кливленд Кавальерс» на Владимира Веремеенко. Но уже 7 декабря 2018 года в результате трёхсторонней сделки Деккер перешёл в «Вашингтон Уизардс».
12 ноября 2024 года Деккер подписал краткосрочный контракт с испанским клубом «Ховентут».

## Выступления за национальную сборную
Летом 2012 года Деккер в составе сборной США участвовал в чемпионате Америки среди игроков до 18 лет, на котором завоевал золотую медаль.

## Личная жизнь
Несмотря на свою работу в НБА и постоянные разъезды Деккер остаётся резидентом Шебойгана. В ноябре 2016 года он купил 145 м2 кондо в Шебойгане за 289 000 долларов.
В мае 2017 года Сэм обручился с Оливией Харлан — репортёром ESPN and SEC Network и дочерью комментатора НБА Кевина Харлана.

## Статистика

### Статистика в НБА
| Сезон                                                                                    | Команда  | Регулярный сезон | Регулярный сезон | Регулярный сезон | Регулярный сезон | Регулярный сезон | Регулярный сезон | Регулярный сезон | Регулярный сезон | Регулярный сезон | Регулярный сезон | Регулярный сезон | Серия плей-офф | Серия плей-офф | Серия плей-офф | Серия плей-офф | Серия плей-офф | Серия плей-офф | Серия плей-офф | Серия плей-офф | Серия плей-офф | Серия плей-офф | Серия плей-офф |
| Сезон                                                                                    | Команда  | GP               | GS               | MPG              | FG%              | 3P%              | FT%              | RPG              | APG              | SPG              | BPG              | PPG              | GP             | GS             | MPG            | FG%            | 3P%            | FT%            | RPG            | APG            | SPG            | BPG            | PPG            |
| ---------------------------------------------------------------------------------------- | -------- | ---------------- | ---------------- | ---------------- | ---------------- | ---------------- | ---------------- | ---------------- | ---------------- | ---------------- | ---------------- | ---------------- | -------------- | -------------- | -------------- | -------------- | -------------- | -------------- | -------------- | -------------- | -------------- | -------------- | -------------- |
| 2015/16                                                                                  | Хьюстон  | 3                | 0                | 2,0              | 0,0              | 0,0              | 0,0              | 0,3              | 0,0              | 0,3              | 0,0              | 0,0              | Не участвовал  | Не участвовал  | Не участвовал  | Не участвовал  | Не участвовал  | Не участвовал  | Не участвовал  | Не участвовал  | Не участвовал  | Не участвовал  | Не участвовал  |
| 2016/17                                                                                  | Хьюстон  | 77               | 2                | 18,4             | 47,3             | 32,1             | 55,9             | 3,7              | 1,0              | 0,5              | 0,3              | 6,5              | 4              | 0              | 7,8            | 25,0           | 50,0           | 0,0            | 2,5            | 0,3            | 0,3            | 0,3            | 2,3            |
| 2017/18                                                                                  | Клипперс | 73               | 1                | 12,1             | 49,4             | 16,7             | 66,1             | 2,4              | 0,5              | 0,3              | 0,1              | 4,2              | Не участвовал  | Не участвовал  | Не участвовал  | Не участвовал  | Не участвовал  | Не участвовал  | Не участвовал  | Не участвовал  | Не участвовал  | Не участвовал  | Не участвовал  |
|                                                                                          | Всего    | 153              | 3                | 15,1             | 48,1             | 28,3             | 60,5             | 3,0              | 0,7              | 0,4              | 0,2              | 5,3              | 4              | 0              | 7,8            | 25,0           | 50,0           | 0,0            | 2,5            | 0,3            | 0,3            | 0,3            | 2,3            |
| Наведите курсор мыши на аббревиатуры в заголовке таблицы, чтобы прочесть их расшифровку. |          |                  |                  |                  |                  |                  |                  |                  |                  |                  |                  |                  |                |                |                |                |                |                |                |                |                |                |                |

### Статистика в колледже
| Сезон                                                                                   | Команда   | GP  | GS | MPG  | FG%  | 3P%  | FT%  | RPG | APG | SPG | BPG | PPG  |  |
| --------------------------------------------------------------------------------------- | --------- | --- | -- | ---- | ---- | ---- | ---- | --- | --- | --- | --- | ---- |  |
| 2012/13                                                                                 | Висконсин | 35  | 3  | 22,3 | 47,6 | 39,1 | 69,0 | 3,4 | 1,3 | 0,7 | 0,4 | 9,6  |  |
| 2013/14                                                                                 | Висконсин | 38  | 38 | 29,8 | 46,9 | 32,6 | 68,6 | 6,1 | 1,4 | 0,8 | 0,6 | 12,4 |  |
| 2014/15                                                                                 | Висконсин | 40  | 40 | 31,0 | 52,5 | 33,1 | 70,8 | 5,5 | 1,2 | 0,5 | 0,5 | 13,9 |  |
|                                                                                         | Всего     | 113 | 81 | 27,9 | 49,3 | 34,8 | 69,5 | 5,0 | 1,3 | 0,6 | 0,5 | 12,1 |  |
| Наведите курсор мыши на аббревиатуры в заголовке таблицы, чтобы прочесть их расшифровку |           |     |    |      |      |      |      |     |     |     |     |      |  |